# Falàcrids
Els falàcrids (Phalacridae) són una família de coleòpters polífags de la superfamília dels cucujoïdeus. Usualment es troben sobre les flors de la família de les asteràcies. Són molt petits, uns 2 mm de longitud, i tenen el cos oval.
En el món n'hi ha unes 638 espècies en 52 gèneres.

## Gèneres
- Subfamília Phaenocephalinae
  - Phaenocephalus
  - Phalacrinus
  - Sphaerostilbus
- Subfamília Phalacrinae
  - Acylomus - Afronyrus - Apallodes - Augasmus - Biophytus - Entomocnemus - Eulitrus - Euphalacrus - Ganyrus - Gorginus - Grouvelleus - Gyromorphus - Leptostilbus - Liophalacrus - Litochropus - Litochrus - Litolibrus - Litostilbus - Litotarsus - Megischius - Megistopalpus - Merobrachys - Nematolibrus - Nesiotus - Ochrodemus - Ochrolitoides - Ochrolitus - Olibroporus - Olibrosoma - Olibrus - Parasemus - Phalacropsis - Phalacrus - Podocesus - Polyaloxus - Pseudolibrus - Pseudolitochrus - Pycinus - Radinus - Sphaeropsis - Sternosternus - Stilbomimus - Stilbus - Tinodemus - Tolyphus - Xanthocomus